# Kuba Molęda
Jakub Ryszard Molęda (ur. 3 kwietnia 1984 w Olkuszu) – polski piosenkarz popowy, kompozytor, aktor dubbingowy i musicalowy.

## Życiorys
Skończył wokalistykę na Wydziale Kompozycji, Interpretacji, Edukacji i Jazzu Akademii Muzycznej w Katowicach, a także studiował edukację muzyczną na Akademii Świętokrzyskiej w Kielcach.
Został dostrzeżony jako młody talent w Szkole Podstawowej nr 3 w Olkuszu przez nauczycielkę muzyki, Annę Jankowską. Kiedy miał siedem lat, wystąpił w programie 5-10-15. Był wokalistą zespołu pop-rockowego L.O.27, z którym nagrał album pt. Mogę wszystko (1997). Wydawnictwo zostało sprzedane w ponad 80 tys. egzemplarzach i otrzymało status złotej płyty. W 1998 wystąpił z zespołem na festiwalu w Opolu. W 1999 roku wydał z zespołem drugi album pt. Przyjaciele, a utwory z płyty zostały wykorzystane w ścieżce dźwiękowej do filmu Odlotowe wakacje.
Prowadził program dla młodzieży Mogę wszystko na TVP2. Dubbingował postaci z filmów animowanych wytwórni Walta Disneya. W 2006 wcielał się w rolę Alfreda w musicalu Romana Polańskiego Taniec wampirów. Wraz z bratem Maciejem tworzył zespół Mollęda, z którym w lutym 2007 wystąpił z utworem „No Second Chance” w programie Piosenka dla Europy 2007 i wydał album pt. 2xM.
Jesienią 2014 uczestniczył w drugiej edycji programu rozrywkowego Polsatu Twoja twarz brzmi znajomo. Od 2015 do 2024 grał główną rolę Erwina, młodego muzyka rockowego w spektaklu Rapsodia z Demonem, w którym wykonywał utwory z repertuaru zespołu Queen. 18 sierpnia 2017 zaśpiewał podczas TOP of the TOP Festival w Sopocie.
We wrześniu 2023 wystąpił na konwencji Konfederacji, wykonując przearanżowaną wersję piosenki "Mogę wszystko".

## Polski dubbing

### Filmy
- 1998: Król lew II: Czas Simby – Mały Kovu
- 2003: Rozśpiewane sezamki – Miles
- 2004: Kiddo – superciężarówka
- 2006: High School Musical – Ryan Evans
- 2007: High School Musical 2 – Ryan Evans
- 2007: Magiczny duet 2 – Marcus
- 2008: High School Musical 3: Ostatnia klasa – Ryan Evans
- 2008: Dziewczyny Cheetah: Jeden świat – Amar
- 2008: Horton słyszy Ktosia – Jo-Jo
- 2008: Mów mi Dave
- 2010: Moja niania jest wampirem – Gord
- 2011: Boska przygoda Sharpay – Ryan Evans
- 2011: Wymiatacz
- 2012: Wyśpiewać marzenia
- 2012: Let It Shine – Bling
- 2012: Big Time Rush w akcji – James Diamond
- 2013: Powrót czarodziejów: Alex kontra Alex – Mason Greyback
- 2017: Rock Dog. Pies ma głos! – Bono[potrzebny przypis]

### Seriale
- 1997–1998: 101 dalmatyńczyków – Klusek (odc. 1-3, 7-8, 10-24, 26, 28-29, 31)
- 1999–2002: Smyki – Milo
- 2004–2007: Nieidealna – Dean, Menedżer Mike
- 2005–2008: Awatar: Legenda Aanga – Teo (odc. 17)
- 2005: Finley, wóz strażacki
- 2007–2012: Czarodzieje z Waverly Place – Mason Greyback (odc. 64-66, 80-83, 85, 96-98, 104-110)
- 2007–2009: Szpiegowska rodzinka
- 2007: Co gryzie Jimmy’ego? (odc. 15)
- 2008–2011: Suite Life: Nie ma to jak statek – Luca (odc. 13)
- 2008–2011: Księżniczka z krainy słoni – JB
- 2008: Supa Strikas: Piłkarskie rozgrywki – Ninja, Miko Chan
- 2008: Pingwiny z Madagaskaru – bóbr (odc. 78a) James
- 2009–2013: Big Time Rush – James Diamond
- 2009: Roztańczona Angelina: Nowe kroki – AJ
- 2009: Sally Bollywood
- 2009: Dinopociąg – Arek Argentynozaur (odc. 8a, 60a)
- 2010: Akwalans
- 2012–2013: Marvin Marvin – James Diamond (odc. 14-15)
- 2012: Monsuno – Telegonus (odc. 4, 8, 11, 18, 22, 29)[potrzebny przypis]
- 2017: My Little Pony: Przyjaźń to magia – Rumble (odc. 165)

### Programy
- 2011: Disney’s Friends for Change Games – Gregg Sulkin[potrzebny przypis]

### Gry
- 2009: Zemsta upadłych – Sam Witwicky[potrzebny przypis]

## Wykonanie piosenek
- 1993–1994: Hello Kitty
- 2004: Clifford: Wielka przygoda
- 2005: Charlie i Lola
- 2006: High School Musical
- 2007: Co gryzie Jimmy’ego? (odc. 15)
- 2007: High School Musical 2
- 2008: High School Musical 3: Ostatnia klasa
- 2008: Camp Rock – „Oto ja” (z Ewą Farną)
- 2008: Horton słyszy Ktosia
- 2008: Disco robaczki – „Blame it on the Boogie” i „Play That Funky Music” (z Olgą Szomańską)
- 2008: Piżamiaki
- 2010: Camp Rock 2: Wielki finał – „Nie zmieniajmy nic” (z Ewą Farną)
- 2011: Scooby Doo: Epoka Pantozaura
- 2011: Jake i piraci z Nibylandii – piosenki Piotrusia Pana (odc. 26-27)
- 2011: Podróże Justina
- 2012: Henio Tulistworek
- 2012: Wodogrzmoty Małe (odc. 17)
- 2013: Denny obóz
- 2013: Oz: Wielki i potężny – „Powitalna piosenka Manczkinów”
- 2014: Głupczaki
- 2014: Lego: Przygoda – „Życie jest czadowe”[potrzebny przypis]

## Dyskografia
- 1997 – Mogę wszystko – płyta nagrana wspólnie z L.O.27
- 1997 – Kolędy Molędy – maxi singel nagrany z bratem Maciejem
- 1998 – Kubuś Puchatek – Piosenki ze Stumilowego Lasu – piosenka Już zawsze na zawsze nagrana z Januszem Panasewiczem
- 1999 – Przyjaciele – płyta nagrana wspólnie z L.O.27
- 1999 – Zatrzymaj się – maxi singel nagrany z bratem Maciejem, z okazji wizyty Jana Pawła II w Polsce
- 2005 – Do widzenia Julio – singel
- 2005 – Hej, Kolęda Molęda – płyta z kolędami i pastorałkami w nowoczesnej aranżacji
- 2006 – dwupłytowy album z muzyką ze spektaklu Taniec wampirów (status platynowej płyty)
- 2007 – 2xM – płyta nagrana z bratem Maciejem jako zespół Mollęda
- 2012 – Nie mów, że nie – singel
- 2013 – Pozytywka: Kołysanki świata (gościnnie)
- 2015 – Gdzieś bez nas – singel nagrany z Magdą Steczkowską
- 2016 – Chodź ze mną – singel promujący nową płytę[potrzebny przypis]

## Teatr
- Taniec wampirów jako Alfred
- Akademia pana Kleksa jako członek zespołu wokalnego Five Lines
- Rapsodia z Demonem jako Erwin[potrzebny przypis]